# Piper fadyenii
Piper fadyenii är en pepparväxtart som beskrevs av C. Dc.. Piper fadyenii ingår i släktet Piper och familjen pepparväxter. Inga underarter finns listade i Catalogue of Life.